# District de Fréjus
Le district de Fréjus est une ancienne division territoriale française du département du Var de 1790 à 1795.
Il était composé des cantons de Fréjus, Callian, Grimaud, Héraclée et Roquebrune.